# Irving J. Moore
Pour les articles homonymes, voir Moore.
Irving Joseph Moore (né le 7 avril 1919 à Chicago et mort le 2 juillet 1993 à Sherman Oaks (Los Angeles)) est un réalisateur de télévision américain. 
Il est connu pour son travail sur deux soap operas, Dallas et Dynasty, ainsi que sur des séries télévisées telles Gunsmoke et Huit, ça suffit !.

## Carrière
Irving J. Moore commence sa carrière à Hollywood comme coursier pour Columbia Pictures. Il grimpe les échelons pour devenir assistant réalisateur puis réalisateur. Sa première réalisation est le western Tales of the Texas Rangers (en). Il a également réalisé des épisodes de westerns tels Cheyenne et Sugarfoot.
En 1960, il réalise six épisodes de la série Tightrope (en) de Mike Connors. Par la suite, il réalise plusieurs épisodes de séries d'ABC telles Surfside 6 (en) (Country Gentleman et The Wedding Guest), 77 Sunset Strip et The Roaring Twenties (en).
En 1963-1964, Irving J. Moore réalise trois épisodes de Temple Houston (en).
En 1966-1967, il réalise en partie Laredo. De 1965 à 1969, Moore réalise vingt-six épisodes de Les Mystères de l'Ouest. De 1966 à 1974, il réalise quatorze épisodes de Gunsmoke ainsi que des épisodes du spinoff Dirty Sally (en). En 1974-1975, Moore réalise dix épisodes de Petrocelli. À la fin des années 1970, il réalise The Life and Times of Grizzly Adams.
De 1977 à 1981, Irving J. Moore réalise plusieurs épisodes de Eight Is Enough. De 1978 à 1991, il réalise 52 épisodes de Dallas.
De 1981 à 1988, Irving J. Moore réalise 58 épisodes de Dynasty. À cette époque, il participe également aux séries La Conquête de l'Ouest, The Guns of Will Sonnett (en), Doris Day comédie, The Andros Targets (en) et Lou Grant.
En 1983, il réalise le téléfilm Making of a Male Model (en).
En 1991, sa dernière réalisation est une mini-série de quatre heures diffusée sur ABC et centrée sur le clan Carrington de Dynastie.
Irving J. Moore meurt d'un infarctus du myocarde à l'age de 74 ans à Sherman Oaks (Californie).